# 谜情纹字
《谜情纹字》（羅馬化：Kahon Maha Ratuek）是一部半剧情式历史调查悬疑剧，改编自Prapt在2015年获得东南亚文学奖提名的同名小说，由纳瓦·君拉纳拉、婉娜拉·宋提查领衔主演，于2018年2月26日至5月22日在One 31台播出，是该台巨资制作的年度重头戏。

## 剧情简介
1943年，太平洋战争爆发，到处都是硝烟弥漫。人称“Khun Wet”的Waytarng Phiromruj中校，也就是中央调查局（CIB）的年轻督察收到报告称，一名年轻女孩在曼谷金钟寺区的一所房子里因谋杀而亡。凶手十分狠毒，把她的尸体和头骨全都砸碎。死者母亲作证称可能是小偷所为。但初步调查发现了很多谜团，比如死者的额头、手腕和双脚的脚踝处印着“Yao”、“Jao”、“Pae”、“Ting”和“Pong”的神秘纹身，之后相同的案件一而再再而三的发生，而每个受害者上出现的纹身都不同，使得证据链无法构建成完整的闭环。拍那空县和吞武里都充斥着连环杀人案件的线索，暹罗历史的伤痕和文学奥秘将会被一一揭开。

## 演员阵容
- 纳瓦·君拉纳拉 饰演 Waytarng Phiromruj中校（Khun Wet）
- 婉娜拉·宋提查 饰演 Pananij Phiromruj（Pom Mongkol / Khun Nit / Khun Noh），原姓Sumanakul，与Khun Wet结婚后改夫姓。
- 阿奴沏·萨潘彭 饰演 Kla Khanngen / Kla Pommongkol
- 琼威·米东坎 饰演 Cobby Kraiwut警长
- 普塔内·宏玛诺博 饰演 Chom
- 爱琳·尤格达塔 饰演 Ruen
- 蓝蓝琳·德加莎·维 饰演 Gimtor
- 杰迪帕·迪拉朋帕 饰演 Teng
- 阿卡那·凌米查 饰演 Phadungsak
- 友塔纳·布格朗 饰演 Maha Sucheep
- 阿丽莎拉·唐伯妮苏
- 阿努帕特·路恩索赛 饰演 Pongsri Pratham
- 科恩·希瑞嵩 饰演 Um
- 纳帕·戈马拉昆 饰演 Nai Huat
- 阿丽莎拉·翁差丽 饰演 Chalo
- 拉维雅楠·塔格 饰演 Vilai Nuerngnuan
- 拉思·瓦查拉普梅 饰演 Napha
- 贡拉维·素昂吉本
- 瓦塔纳·库桑提普 饰演 Ah-Tao
- 珀拉帕·斯里卡琼德查 饰演 Thongnok Pommongkol（少年）
- 拉克劳·阿姆拉蒂沙